# Casimir Sparre
David Bleckert Casimir Sparre, född 20 maj 1795, död 30 april 1866, var en svensk friherre, kammarherre och militär.

## Biografi
Sparre var son till kaptenen vid Livgardet Henrik Georg Sparre och dennes hustru Vilhelmina Mariana von Normann. Föddes på gården Eskhult utanför Nässjö. Han blev tidigt militär, och nådde rangen av ryttmästare inom Smålands husarregemente.
Sparre gifte sig den 12 augusti 1830 i Linköping med grevinnan Caroline Lewenhaupt som var dotter till löjtnanten vid Älvsborgs regemente Charles Emil Lewenhaupt. Hustrun ägde via arv Vinäs slott och paret flyttade omgående in där. På Vinäs föddes tio av parets totalt femton barn. Dock sålde man 1844 Vinäs för 150 000 riksdaler till Justitiestatsministern Johan Nordenfalk.

## Bilder

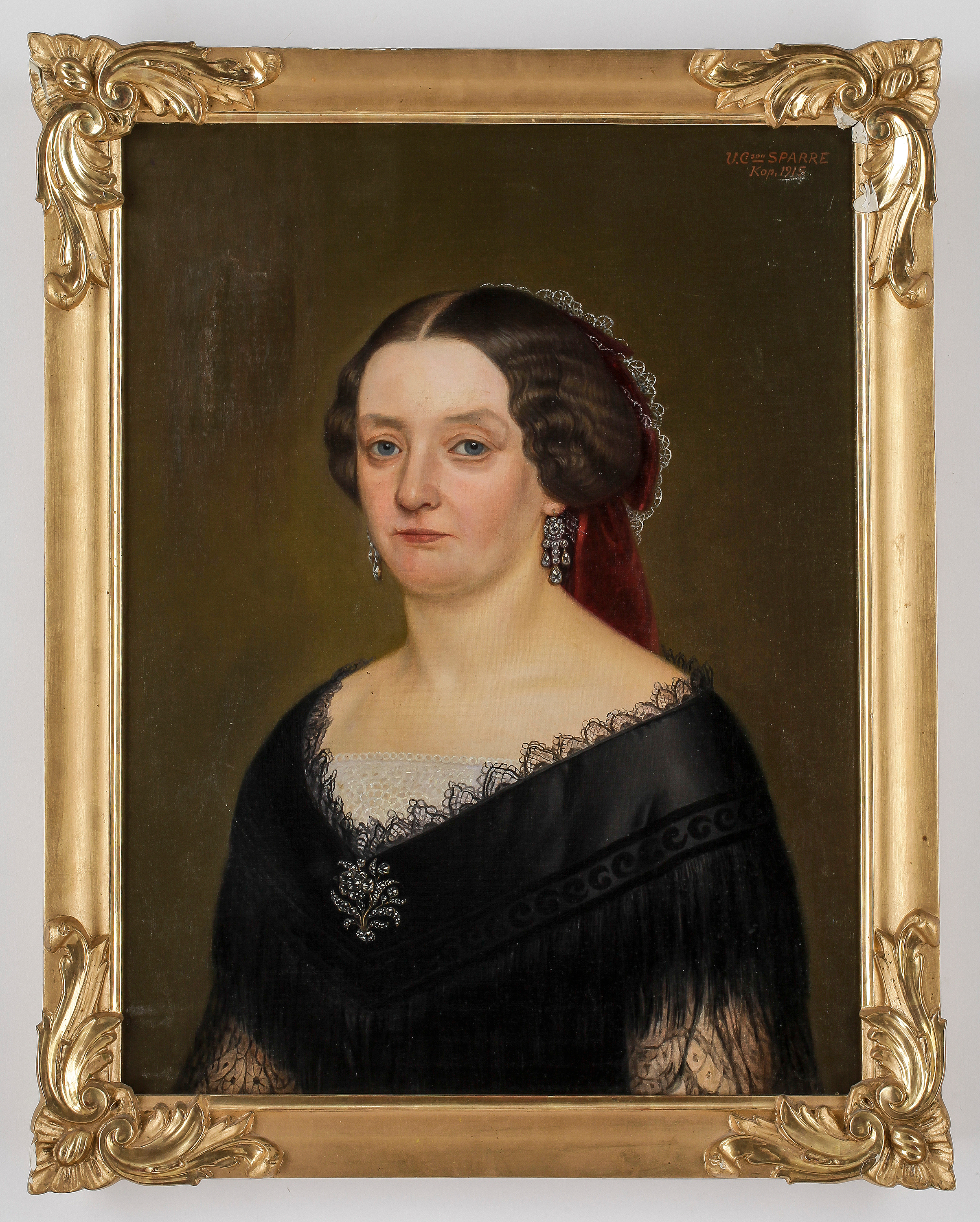
Caroline Sparre, född Lewenhaupt. Målning från 1857 av Lars Hansen.

## Utmärkelser
- Riddare av Svärdsorden
- Karl Johansmedaljen - 1854